# Сивков, Аркадий Кузьмич
Сивков, Аркадий Кузьмич (23 января 1899 года — 3 ноября 1943 года) — советский военачальник, генерал-лейтенант артиллерии (1940), брат А. К. Сивкова и П. К. Сивкова.

## Биография
Русский. Родился в семье служащего. В 1916 году окончил Константиновское артиллерийское училище, участник Первой мировой войны, подпоручик.

### Гражданская война
В 1918 году А. К. Сивков вступил в РККА, участвовал в Гражданской войне — моряком Кронштадтского флотского полуэкипажа, затем командир батальона в Кронштадтской крепости, помощник командира 5-й полевой легкой крепостной батареи, командир и военком 1-го лёгкого артиллерийского дивизиона 30-й Иркутской стрелковой дивизии. С 1919 года член ВКП(б).

### Между войнами
После войны, с декабря 1920 года А. К. Сивков начальник артиллерии, с февраля 1921 года так же и военком 30-й Иркутской стрелковой дивизии, с января 1925 года — начальник артиллерии 18-го стрелкового корпуса, в 1926 году окончил КУВНАС, с мая 1928 года — командир 5-й артиллерийской бригады, с июня 1930 года — начальник артиллерии Особой Краснознамённой Дальневосточной армии, с мая 1931 года — начальник артиллерии Ленинградского военного округа, одновременно учился на вечернем факультете Академии им. Фрунзе, по окончании которой, с марта 1934 года — начальник и военком Артиллерийских КУКС. В октябре 1936 года А. К. Сивков назначен военным атташе в Великобритании, с октября 1937 года — начальник Артиллерийской академии им. Дзержинского. Во время Советско-финской войны, с января по март 1940 года — командующий артиллерией Северо-Западного фронта, по окончании войны вернулся на пост начальника Артиллерийской академии.
5 мая 1941 года И. В. Сталин, во время выступления перед выпускниками военных академий, подверг критике методику обучения в Артиллерийской академии. А. К. Сивков попытался возразить, но Сталин потребовал не перебивать его. После речи Сталина, на торжественном банкете А. К. Сивков, пытаясь загладить свою оплошность, произнес тост: «За мир, за сталинскую политику мира, за творца этой политики, за нашего великого вождя и учителя Иосифа Виссарионовича Сталина!», однако Сталину тост не понравился, он возразил, что армии нужно думать не о мире, а о войне. 14 мая 1941 года А. К. Сивков был снят с должности, в июне 1941 года назначен генерал-инспектором артиллерии.

### Великая Отечественная война

Командующий Северо-Кавказским фронтом И. Е. Петров (справа) и командующий артиллерией фронта А. К. Сивков, весна 1943 года.

В начале Великой Отечественной войны А. К. Сивков на той же должности. С апреля 1942 года — руководитель одной из инспекционных групп по формированию войск под общим командованием К. Е. Ворошилова, с октября 1942 года — начальник оперативного управления Центрального штаба партизанского движения, c апреля 1943 года — командующий артиллерией Северо-Кавказского фронта, участвовал в Новороссийско-Таманской операции. В начале Керченско-Эльтигенской операции А. К. Сивков руководил огнём артиллерии с передового наблюдательного пункта, расположенного на прибрежной кромке западной части Таманского полуострова. К вечеру 3 ноября обычная артиллерийская стрельба стихла. А. К. Сивков вышел из блиндажа, попал под неожиданный огневой налёт немцев и был убит осколком снаряда.

Могила Сивкова на Новодевичьем кладбище Москвы.

Похоронен Аркадий Кузьмич на Новодевичьем кладбище.

### Звания
- комдив — 23.11.1935
- комкор — 09.02.1939
- генерал-лейтенант артиллерии — 04.06.1940

### Награды
- Орден Ленина — 17.11.1943 (посмертно)
- Орден Красного Знамени — 07.05.1922 (Прик. РВСР № 116)[8]
- Орден Суворова 1-й степени — 25.10.1943 (получить не успел)
- Орден Отечественной войны 1-й степени — 1943
- два Ордена Красной Звезды — 1936; 1940
- Медаль «XX лет РККА» — 1938

### Научные труды
- Артиллерия в основных видах боя (в соавторстве с В. Д. Грендалем).
- Основные особенности боевой работы артиллерии при прорыве укрепленного района.
- Роль и значение артиллерии и основы её применения в современном бою.
- Тактика артиллерии (коллектив авторов под редакцией А. К. Сивкова).

Так же А. К. Сивков участвовал в разработке правил стрельбы (ПС-34) и Боевого устава артиллерии (БУА-27).

### Семья
- брат — Сивков, Александр Кузьмич (1892—1938) — флагман 1-го ранга, командующий Балтийским флотом. В 1937 году арестован, в 1938 году расстрелян.
- брат — Сивков, Пётр Кузьмич (1884—1938) — бригврач, начальник санитарной службы Военно-морского училища связи им. Орджоникидзе. В 1937 году арестован, в 1938 году расстрелян.